# Milan Associazione Calcio 1989-1990
Questa voce raccoglie le informazioni riguardanti il Milan Associazione Calcio nelle competizioni ufficiali della stagione 1989-1990.
Migliore squadra nella storia(dopo il real Madrid)

## Stagione

I rossoneri posano al termine della vittoriosa Supercoppa UEFA 1989 contro il Barcellona.

Rinforzati in estate con gli innesti di Marco Simone e del portiere Andrea Pazzagli e con Giovanni Stroppa, Diego Fuser, Daniele Massaro e Stefano Borgonovo tornati dal prestito, i rossoneri cedono Mussi, Mannari e Virdis.
Nei primi mesi della stagione il Milan vince la Supercoppa UEFA contro il Barcellona (1-1 a Barcellona e 1-0 a Milano firmati van Basten ed Evani) e la Coppa Intercontinentale battendo a Tokyo i colombiani dell'Atlético Nacional per 1-0 con la punizione vincente di Alberico Evani negli ultimi minuti dei tempi supplementari, proclamandosi così la squadra Campione del mondo dopo vent'anni esatti dalla sua prima volta.

Arrigo Sacchi e Franco Baresi con la Coppa Intercontinentale 1989 vinta contro l'Atlético Nacional.

In campionato i rossoneri iniziano in modo altalenante con 4 vittorie, 2 pareggi e 4 sconfitte, tra cui quella per 3-0 in trasferta contro il Napoli, che sarà campione d'inverno. Grazie a una serie di 17 risultati utili tra l'11ª e la 27ª giornata, tra i quali il 3-0 al Meazza contro il Napoli in vistoso calo (5 punti in 6 gare), il Milan riesce a portarsi in vetta alla classifica il 25 febbraio 1990. L'8 aprile 1990 i rossoneri, a +1 sul Napoli, sono bloccati sullo 0-0 dal Bologna al Dall'Ara (ai felsinei è negato un gol fantasma). I campani terminano con lo stesso risultato l'incontro contro l'Atalanta a Bergamo; al 77' del match però, una monetina colpisce dagli spalti il centrocampista napoletano Alemão, il quale, consigliato in tal senso, rinuncia a riprendere il gioco. Il giudice sportivo assegna così la vittoria per 2-0 a tavolino ai partenopei, consentendo a questi ultimi di raggiungere il Milan in vetta alla graduatoria a tre giornate dal termine.

Marco van Basten alle prese con il suo storico marcatore Kohler nella semifinale di andata della Coppa dei Campioni contro il Bayern Monaco.

Le due squadre proseguono a pari punti sino alla 33ª giornata, in cui i rossoneri, sopraffatti dal nervosismo per gli eventi a Bergamo, vengono sconfitti fuori casa dal Verona (che la settimana dopo, perdendo l'ultima partita di campionato, retrocederà in Serie B), terminando la partita in otto a seguito di tre espulsioni, e venne espulso anche lo stesso allenatore Sacchi. La seconda fatal Verona (dopo quella del 1972-1973) della storia milanista si concretizza all'89', quando il gol del veronese Pellegrini decreta il 2-1 finale e il conseguente sorpasso dei campani, che espugnano il campo del Bologna e la settimana successiva si laureano Campioni d'Italia vincendo all'ultima giornata contro la Lazio. Nella partita del Bentegodi si segnalano le quattro espulsioni di Rijkaard, van Basten, Costacurta e Sacchi comminate dal direttore di gara Rosario Lo Bello. Capocannoniere del torneo risulta il rossonero Marco van Basten con 19 gol in 26 partite. L'olandese vince il Pallone d'oro per la seconda volta consecutiva. A salire sul podio del trofeo che incorona il miglior giocatore dell'anno solare secondo i giurati di France Football ci sono anche altri due rossoneri: il capitano Baresi e Rijkaard rispettivamente secondo e terzo.
In Coppa Italia il Milan elimina il Parma nel primo turno dopo i rigori (0-0 nei tempi regolamentari e supplementari) e la Cremonese nel secondo (0-1), accedendo così alla fase a gironi. Nel girone a 3 squadre i rossoneri vincono in casa per 6-0 contro il Messina e pareggiano in trasferta con l'Atalanta (1-1, il gol del pareggio milanista, realizzato da Baresi su rigore, nascerà da una rimessa laterale, con il pallone che per fair play avrebbe dovuto essere restituito agli atalantini, in quanto avevano interrotto il gioco volontariamente per un infortunio di Borgonovo), guadagnando l'accesso in semifinale, dove eliminano il Napoli (0-0 a San Siro e 1-3 al San Paolo). In finale il Milan si trova opposto alla Juventus che, dopo il pareggio a reti inviolate di Torino, batte i rossoneri grazie all'1-0 ottenuto a Milano tre giorni dopo la sconfitta dei rossoneri in campionato contro il Verona (rete di Roberto Galia). Capocannoniere della manifestazione risulta essere il capitano rossonero Franco Baresi con 4 gol, tutti su rigore (3 contro il Messina e uno contro l'Atalanta).

I giocatori rossoneri, fra loro van Basten, Massaro e Costacurta, esultano dopo un gol segnato nella stagione 1989-1990.

In Coppa dei Campioni il Milan, campione in carica, elimina i finlandesi dello HJK Helsinki nei sedicesimi di finale grazie a un complessivo 5-0, gli spagnoli del Real Madrid negli ottavi con un complessivo di 2-1, i belgi del Mechelen nei quarti con un 2-0 ai tempi supplementari nella gara di ritorno a San Siro (dopo lo 0-0 dell'andata) e i tedeschi del Bayern Monaco in semifinale, battuti per 1-0 a San Siro (malgrado il Milan fosse privo di Gullit, Ancelotti e Donadoni) e inutilmente vittoriosi per 2-1 a Monaco di Baviera: è un gol di Stefano Borgonovo nei tempi supplementari a garantire il Milan il passaggio del turno in virtù della regola dei gol fuori casa. Nella finale, disputata il 23 maggio 1990 al Prater di Vienna, i rossoneri battono il Benfica per 1-0 con rete di Frank Rijkaard mandando in campo lo stesso undici schierato nella finale dell'anno precedente a eccezione dello squalificato Donadoni sostituito da Evani. e vincono così la quarta Coppa dei Campioni della propria storia, che vale anche la qualificazione all'edizione successiva.

## Divise e sponsor
Lo sponsor tecnico per la stagione 1989-1990 è Kappa, mentre lo sponsor ufficiale è Mediolanum. La divisa è una maglia a strisce verticali della stessa dimensione, rosse e nere, con pantaloncini e calzettoni bianchi. La divisa di riserva è una maglia bianca con una striscia rossa orizzontale sotto la quale vi è un'altra striscia più sottile nera con pantaloncini e calzettoni bianchi. Nella finale di Coppa dei Campioni contro il Benfica viene usata una maglia completamente bianca con colletto e bordi delle maniche rossi.
| Casa | Trasferta | Finale CC | 1ª portiere | 2ª portiere | 3ª portiere |

## Organigramma societario
Area direttiva
- Presidente: Silvio Berlusconi
- Amministratore delegato: Adriano Galliani[17]
- Direttore sportivo: Ariedo Braida

Area organizzativa
- Responsabile organizzativo: Paolo Taveggia
- Team manager: Silvano Ramaccioni
- Responsabile ufficio stampa: Guido Susini
- Segretaria: Rina Barbara Ercoli

Area tecnica
- Allenatore: Arrigo Sacchi
- Allenatore in seconda: Italo Galbiati
- Preparatori dei portieri: Pietro Carmignani
- Preparatore atletico: Vincenzo Pincolini

Area sanitaria
- Responsabile settore sanitaro: Rodolfo Tavana
- Medico sociale: Giovanni Battista Monti
- Massaggiatori: Franco Pagani, Pier Angelo Pagani

## Rosa

Il giovane nuovo acquisto Diego Fuser

| N. |                   | Ruolo | Calciatore                     |
| -- | ----------------- | ----- | ------------------------------ |
|    | Italia (bandiera) | P     | Francesco Antonioli            |
|    | Italia (bandiera) | P     | Giovanni Galli                 |
|    | Italia (bandiera) | P     | Andrea Pazzagli                |
|    | Italia (bandiera) | D     | Franco Baresi (capitano)       |
|    | Italia (bandiera) | D     | Stefano Carobbi                |
|    | Italia (bandiera) | D     | Alessandro Costacurta          |
|    | Italia (bandiera) | D     | Filippo Galli                  |
|    | Italia (bandiera) | D     | Paolo Maldini                  |
|    | Italia (bandiera) | D     | Marco Pullo                    |
|    | Italia (bandiera) | D     | Mauro Tassotti (vice capitano) |
|    | Italia (bandiera) | D     | Rufo Emiliano Verga            |
|    | Italia (bandiera) | C     | Demetrio Albertini             |
|    | Italia (bandiera) | C     | Carlo Ancelotti                |
|    | Italia (bandiera) | C     | Angelo Colombo                 |

| N. |                        | Ruolo | Calciatore            |
| -- | ---------------------- | ----- | --------------------- |
|    | Italia (bandiera)      | C     | Roberto Donadoni      |
|    | Italia (bandiera)      | C     | Alberico Evani        |
|    | Italia (bandiera)      | C     | Diego Fuser           |
|    | Paesi Bassi (bandiera) | C     | Ruud Gullit           |
|    | Italia (bandiera)      | C     | Christian Lantignotti |
|    | Paesi Bassi (bandiera) | C     | Frank Rijkaard        |
|    | Italia (bandiera)      | C     | Stefano Salvatori     |
|    | Italia (bandiera)      | C     | Giovanni Stroppa      |
|    | Italia (bandiera)      | A     | Stefano Borgonovo     |
|    | Italia (bandiera)      | A     | Giuseppe Galderisi    |
|    | Italia (bandiera)      | A     | Daniele Massaro       |
|    | Italia (bandiera)      | A     | Marco Simone          |
|    | Paesi Bassi (bandiera) | A     | Marco van Basten      |

## Calciomercato

### Sessione estiva
| Acquisti | Acquisti            | Acquisti   | Acquisti      |
| R.       | Nome                | da         | Modalità      |
| -------- | ------------------- | ---------- | ------------- |
| P        | Andrea Pazzagli     | Ascoli     | definitivo    |
| D        | Stefano Carobbi     | Fiorentina | definitivo    |
| D        | Marco Pullo         | Parma      | fine prestito |
| D        | Rufo Emiliano Verga | Parma      | fine prestito |
| C        | Diego Fuser         | Torino     | definitivo    |
| C        | Stefano Salvatori   | Fiorentina | definitivo    |
| C        | Giovanni Stroppa    | Monza      | fine prestito |
| A        | Stefano Borgonovo   | Fiorentina | fine prestito |
| A        | Giuseppe Galderisi  | Verona     | fine prestito |
| A        | Daniele Massaro     | Roma       | fine prestito |
| A        | Marco Simone        | Como       | definitivo    |

| Cessioni | Cessioni                | Cessioni   | Cessioni   |
| R.       | Nome                    | a          | Modalità   |
| -------- | ----------------------- | ---------- | ---------- |
| P        | Davide Pinato           | Monza      | definitivo |
| D        | Walter Bianchi          | Torino     | definitivo |
| D        | Roberto Mussi           | Torino     | definitivo |
| D        | Matteo Villa            | Trento     | definitivo |
| C        | Fabio Lago              | Cittadella | definitivo |
| C        | Fabio Viviani           | Monza      | definitivo |
| A        | Massimiliano Cappellini | Monza      | prestito   |
| A        | Graziano Mannari        | Como       | definitivo |
| A        | Pietro Paolo Virdis     | Lecce      | definitivo |

### Sessione autunnale
| Acquisti | Acquisti                | Acquisti | Acquisti      |
| R.       | Nome                    | da       | Modalità      |
| -------- | ----------------------- | -------- | ------------- |
| A        | Massimiliano Cappellini | Monza    | fine prestito |

| Cessioni | Cessioni                | Cessioni | Cessioni   |
| R.       | Nome                    | a        | Modalità   |
| -------- | ----------------------- | -------- | ---------- |
| A        | Massimiliano Cappellini | Piacenza | prestito   |
| A        | Giuseppe Galderisi      | Padova   | definitivo |

## Risultati

### Serie A

#### Girone di andata
| Arbitro: | Pezzella (Frattamaggiore) |

|  |           |                                      |
|  | Marcatori | 7’ Stroppa 10’ Borgonovo 44’ Massaro |

| Arbitro: | Sguizzato (Verona) |

|  |           |                    |
|  | Marcatori | 41’ (aut.) Maldini |

| Arbitro: | Lanese (Messina) |

|  |           |               |
|  | Marcatori | 29’ Ancelotti |

| Arbitro: | Di Cola (Avezzano) |

|                                        |           |           |
| Ancelotti 45’ Massaro 66’ Rijkaard 83’ | Marcatori | 48’ Balbo |

| Arbitro: | Pezzella (Frattamaggiore) |

|              |           |              |
| Aguilera 73’ | Marcatori | 77’ Rijkaard |

| Arbitro: | Agnolin (Bassano del Grappa) |

|             |           |                |
| Tassotti 2’ | Marcatori | 66’ Dell'Oglio |

| Arbitro: | Pairetto (Nichelino) |

|                                 |           |  |
| Carnevale 19’, 45’ Maradona 84’ | Marcatori |  |

| Arbitro: | Longhi (Roma) |

|            |           |  |
| Dezotti 9’ | Marcatori |  |

| Arbitro: | D'Elia (Salerno) |

|                |           |  |
| van Basten 81’ | Marcatori |  |

| Arbitro: | Lanese (Messina) |

|                |           |  |
| Casagrande 41’ | Marcatori |  |

| Arbitro: | Agnolin (Bassano del Grappa) |

|                                         |           |                                      |
| van Basten 52’ (rig.), 85’ Donadoni 78’ | Marcatori | 62’ (rig.) De Agostini 65’ Schillaci |

| Arbitro: | Pairetto (Nichelino) |

|  |           |                                      |
|  | Marcatori | 52’ van Basten 75’ Fuser 86’ Massaro |

| Arbitro: | Luci (Firenze) |

|                            |           |  |
| van Basten 59’ Massaro 78’ | Marcatori |  |

| Arbitro: | Amendolia (Messina) |

|              |           |  |
| Donadoni 65’ | Marcatori |  |

| Arbitro: | D'Elia (Salerno) |

|                |           |               |
| Vierchowod 65’ | Marcatori | 70’ Ancelotti |

| Milano 7 febbraio 1990 16ª giornata | Milan          | 0 – 0 referto | Verona | Stadio Giuseppe Meazza (62 158 spett.)\| Arbitro: \| Luci (Firenze) \| |
| Arbitro:                            | Luci (Firenze) |               |        |                                                                        |

| Arbitro: | Pairetto (Nichelino) |

|  |           |                |
|  | Marcatori | 89’ van Basten |

#### Girone di ritorno
| Arbitro: | Beschin (Legnago) |

|                                                |           |  |
| Donadoni 9’ Tassotti 49’ van Basten 75’ (rig.) | Marcatori |  |

| Arbitro: | D'Elia (Salerno) |

|              |           |                                  |
| Amarildo 66’ | Marcatori | 5’ Massaro 10’ Fuser 71’ Colombo |

| Arbitro: | Lanese (Messina) |

|                          |           |              |
| van Basten 14’, 60’, 62’ | Marcatori | 12’ Caniggia |

| Arbitro: | Agnolin (Bassano del Grappa) |

|  |           |                     |
|  | Marcatori | 12’, 80’ van Basten |

| Arbitro: | Coppetelli (Tivoli) |

|            |           |  |
| Massaro 1’ | Marcatori |  |

| Arbitro: | Longhi (Roma) |

|                             |           |                                             |
| Baggio 23’ (rig.) Kubík 47’ | Marcatori | 55’ Evani 60’ (rig.), 66’ (rig.) van Basten |

| Arbitro: | Agnolin (Bassano del Grappa) |

|                                        |           |  |
| Massaro 47’ Maldini 71’ van Basten 86’ | Marcatori |  |

| Arbitro: | Sguizzato (Verona) |

|                            |           |                    |
| Massaro 17’ van Basten 72’ | Marcatori | 85’ (rig.) Dezotti |

| Arbitro: | Pairetto (Nichelino) |

|  |           |                                                        |
|  | Marcatori | 34’ (aut.) Tempestilli 39’, 57’ van Basten 89’ Massaro |

| Arbitro: | Ceccarini (Livorno) |

|                          |           |               |
| Stroppa 52’ Tassotti 64’ | Marcatori | 47’ Cvetković |

| Arbitro: | Longhi (Roma) |

|                                  |           |  |
| Schillaci 7’ Rui Barros 18’, 58’ | Marcatori |  |

| Arbitro: | Pairetto (Nichelino) |

|                |           |                                    |
| Costacurta 84’ | Marcatori | 4’, 90’ Serena 24’ (rig.) Matthäus |

| Arbitro: | Lo Bello (Siracusa) |

|              |           |                           |
| Benedetti 6’ | Marcatori | 34’ Baresi 58’ van Basten |

| Bologna 8 aprile 1990 31ª giornata | Bologna          | 0 – 0 referto | Milan | Stadio Renato Dall'Ara (37 744 spett.)\| Arbitro: \| Lanese (Messina) \| |
| Arbitro:                           | Lanese (Messina) |               |       |                                                                          |

| Arbitro: | Longhi (Roma) |

|             |           |  |
| Massaro 61’ | Marcatori |  |

| Arbitro: | Lo Bello (Siracusa) |

|                              |           |            |
| Sotomayor 63’ Pellegrini 89’ | Marcatori | 33’ Simone |

| Arbitro: | Luci (Firenze) |

|                                           |           |  |
| Borgonovo 68’ Evani 71’, 78’ Donadoni 76’ | Marcatori |  |

### Coppa Italia

#### Fase eliminatoria
| Arbitro: | Lanese (Messina) |

|                                                                  |                      |                                                                                |
| Pizzi Apolloni Minotti Ganz Zoratto Monza Catanese Susic Gambaro | Tiri di rigore 6 – 7 | Baresi van Basten Costacurta Colombo Salvatori Stroppa Galli Maldini Borgonovo |

| Arbitro: | Pairetto (Nichelino) |

|  |           |             |
|  | Marcatori | 84’ Massaro |

#### Fase a gironi
| Arbitro: | Trentalange (Torino) |

|                                                                         |           |  |
| Baresi 27’ (rig.), 82’ (rig.), 86’ (rig.) Borgonovo 58’, 70’ Simone 89’ | Marcatori |  |

| Arbitro: | Pezzella (Frattamaggiore) |

|               |           |                   |
| Bresciani 41’ | Marcatori | 89’ (rig.) Baresi |

#### Fase finale
| Milano 31 gennaio 1990 Semifinale - Andata | Milan            | 0 – 0 | Napoli | Stadio Giuseppe Meazza (19 340 spett.)\| Arbitro: \| Baldas (Trieste) \| |
| Arbitro:                                   | Baldas (Trieste) |       |        |                                                                          |

| Arbitro: | Lanese (Messina) |

|                     |           |                                        |
| Maradona 79’ (rig.) | Marcatori | 44’, 88’ Massaro 77’ (rig.) van Basten |

| Torino 28 febbraio 1990 Finale - Andata | Juventus         | 0 – 0 | Milan | Stadio Comunale Vittorio Pozzo (40 000 spett.)\| Arbitro: \| D'Elia (Salerno) \| |
| Arbitro:                                | D'Elia (Salerno) |       |       |                                                                                  |

| Arbitro: | D'Elia (Salerno) |

|  |           |           |
|  | Marcatori | 17’ Galia |

### Coppa dei Campioni
| Arbitro: | Hatzistefanou |

|                                       |           |  |
| Stroppa 5’ Massaro 39’, 70’ Evani 80’ | Marcatori |  |

| Arbitro: | Butenko |

|  |           |               |
|  | Marcatori | 30’ Borgonovo |

| Arbitro: | Schmidhuber |

|                                   |           |  |
| Rijkaard 9’ van Basten 14’ (rig.) | Marcatori |  |

| Arbitro: | Vautrot |

|                |           |  |
| Butragueño 45’ | Marcatori |  |

| Bruxelles 7 marzo 1990 Quarti di finale - Andata | Malines  | 0 – 0 referto | Milan | Stadio Heysel (33 000 spett.)\| Arbitro: \| Courtney \| |
| Arbitro:                                         | Courtney |               |       |                                                         |

| Arbitro: | Röthlisberger |

|                             |           |  |
| van Basten 105’ Simone 116’ | Marcatori |  |

| Arbitro: | Karlsson |

|                       |           |  |
| van Basten 77’ (rig.) | Marcatori |  |

| Arbitro: | Soriano |

|                          |           |                |
| Strunz 59’ McInally 106’ | Marcatori | 101’ Borgonovo |

| Arbitro: | Kohl |

|              |           |  |
| Rijkaard 68’ | Marcatori |  |

### Supercoppa UEFA
| Arbitro: | Quiniou |

|          |           |                       |
| Amor 67’ | Marcatori | 44’ (rig.) van Basten |

| Arbitro: | Kohl |

|           |           |  |
| Evani 55’ | Marcatori |  |

### Coppa Intercontinentale
| Arbitro: | Fredriksson |

|            |           |  |
| Evani 119’ | Marcatori |  |

## Statistiche

### Statistiche di squadra
| Competizione            | Punti | In casa | In casa | In casa | In casa | In casa | In casa | In trasferta | In trasferta | In trasferta | In trasferta | In trasferta | In trasferta | Totale | Totale | Totale | Totale | Totale | Totale | DR  |
| Competizione            | Punti | G       | V       | N       | P       | Gf      | Gs      | G            | V            | N            | P            | Gf           | Gs           | G      | V      | N      | P      | Gf     | Gs     | DR  |
| ----------------------- | ----- | ------- | ------- | ------- | ------- | ------- | ------- | ------------ | ------------ | ------------ | ------------ | ------------ | ------------ | ------ | ------ | ------ | ------ | ------ | ------ | --- |
| Serie A                 | 49    | 17      | 13      | 2       | 2       | 31      | 11      | 17           | 9            | 3            | 5            | 25           | 16           | 34     | 22     | 5      | 7      | 56     | 27     | +29 |
| Coppa Italia            | -     | 3       | 1       | 1       | 1       | 6       | 1       | 5            | 2            | 3            | 0            | 5            | 2            | 8      | 3      | 4      | 1      | 11     | 3      | +8  |
| Coppa dei Campioni      | -     | 4       | 4       | 0       | 0       | 9       | 0       | 4            | 1            | 1            | 2            | 2            | 3            | 9      | 6      | 1      | 2      | 12     | 3      | +9  |
| Supercoppa UEFA         | -     | 1       | 1       | 0       | 0       | 1       | 0       | 1            | 0            | 1            | 0            | 1            | 1            | 2      | 1      | 1      | 0      | 2      | 1      | +1  |
| Coppa Intercontinentale | -     | -       | -       | -       | -       | -       | -       | -            | -            | -            | -            | -            | -            | 1      | 1      | 0      | 0      | 1      | 0      | +1  |
| Totale                  | -     | 25      | 19      | 3       | 3       | 47      | 12      | 27           | 12           | 8            | 7            | 33           | 22           | 54     | 33     | 11     | 10     | 82     | 34     | +48 |

### Statistiche dei giocatori
| Giocatore      | Serie A  | Serie A | Serie A     | Serie A    | Coppa Italia | Coppa Italia | Coppa Italia | Coppa Italia | Coppa dei Campioni | Coppa dei Campioni | Coppa dei Campioni | Coppa dei Campioni | Supercoppa UEFA + Coppa Intercontinentale | Supercoppa UEFA + Coppa Intercontinentale | Supercoppa UEFA + Coppa Intercontinentale | Supercoppa UEFA + Coppa Intercontinentale | Totale   | Totale | Totale      | Totale     |
| Giocatore      | Presenze | Reti    | Ammonizioni | Espulsioni | Presenze     | Reti         | Ammonizioni  | Espulsioni   | Presenze           | Reti               | Ammonizioni        | Espulsioni         | Presenze                                  | Reti                                      | Ammonizioni                               | Espulsioni                                | Presenze | Reti   | Ammonizioni | Espulsioni |
| -------------- | -------- | ------- | ----------- | ---------- | ------------ | ------------ | ------------ | ------------ | ------------------ | ------------------ | ------------------ | ------------------ | ----------------------------------------- | ----------------------------------------- | ----------------------------------------- | ----------------------------------------- | -------- | ------ | ----------- | ---------- |
| D. Albertini   | 1        | 0       | 0           | 0          | 0            | 0            | 0            | 0            | 0                  | 0                  | 0                  | 0                  | 0                                         | 0                                         | 0                                         | 0                                         | 1        | 0      | 0           | 0          |
| C. Ancelotti   | 24       | 3       | 7           | 0          | 4            | 0            | 2            | 0            | 6                  | 0                  | 1                  | 0                  | 0+1                                       | 0                                         | 0                                         | 0                                         | 35       | 3      | 10          | 0          |
| F. Antonioli   | 0        | -0      | 0           | 0          | 0            | -0           | 0            | 0            | 0                  | -0                 | 0                  | 0                  | 0                                         | -0                                        | 0                                         | 0                                         | 0        | -0     | 0           | 0          |
| F. Baresi      | 30       | 1       | 6           | 0          | 7            | 4            | 1            | 0            | 8                  | 0                  | 1                  | 0                  | 0+1                                       | 0                                         | 0                                         | 0                                         | 46       | 5      | 8           | 0          |
| S. Borgonovo   | 13       | 2       | 0           | 0          | 5            | 2            | 0            | 0            | 5                  | 2                  | 0                  | 0                  | 0                                         | 0                                         | 0                                         | 0                                         | 23       | 6      | 0           | 0          |
| S. Carobbi     | 2        | 0       | 0           | 0          | 3            | 0            | 0            | 0            | 1                  | 0                  | 1                  | 0                  | 1+0                                       | 0                                         | 0                                         | 0                                         | 7        | 0      | 1           | 0          |
| A. Colombo     | 21       | 1       | 1           | 0          | 5            | 0            | 1            | 0            | 9                  | 0                  | 1                  | 0                  | 0                                         | 0                                         | 0                                         | 0                                         | 35       | 1      | 3           | 0          |
| A. Costacurta  | 26       | 1       | 2           | 2          | 3            | 0            | 1            | 0            | 7                  | 0                  | 1                  | 0                  | 2+1                                       | 0                                         | 1+0                                       | 0                                         | 39       | 1      | 5           | 2          |
| R. Donadoni    | 24       | 4       | 1           | 0          | 3            | 0            | 0            | 0            | 3                  | 0                  | 0                  | 1                  | 2+1                                       | 0                                         | 0                                         | 0                                         | 33       | 4      | 1           | 1          |
| A. Evani       | 32       | 3       | 0           | 0          | 5            | 0            | 0            | 0            | 9                  | 1                  | 1                  | 0                  | 2+1                                       | 1+1                                       | 0                                         | 0                                         | 49       | 6      | 1           | 0          |
| D. Fuser       | 20       | 2       | 3           | 0          | 7            | 0            | 0            | 0            | 2                  | 0                  | 1                  | 0                  | 2+1                                       | 0                                         | 0                                         | 0                                         | 32       | 2      | 4           | 0          |
| G. Galderisi   | 0        | 0       | 0           | 0          | 0            | 0            | 0            | 0            | 0                  | 0                  | 0                  | 0                  | 0                                         | 0                                         | 0                                         | 0                                         | 0        | 0      | 0           | 0          |
| F. Galli       | 14       | 0       | 1           | 0          | 8            | 0            | 1            | 0            | 6                  | 0                  | 0                  | 0                  | 0                                         | 0                                         | 0                                         | 0                                         | 28       | 0      | 2           | 0          |
| G. Galli       | 11       | -12     | 1           | 0          | 7            | -3           | 0            | 0            | 8                  | -3                 | 0                  | 0                  | 2+1                                       | -1+-0                                     | 0                                         | 0                                         | 29       | -19    | 1           | 0          |
| R. Gullit      | 2        | 0       | 0           | 0          | 0            | 0            | 0            | 0            | 1                  | 0                  | 0                  | 0                  | 0                                         | 0                                         | 0                                         | 0                                         | 3        | 0      | 0           | 0          |
| C. Lantignotti | 2        | 0       | 0           | 0          | 1            | 0            | 0            | 0            | 1                  | 0                  | 0                  | 0                  | 0                                         | 0                                         | 0                                         | 0                                         | 4        | 0      | 0           | 0          |
| P. Maldini     | 30       | 1       | 4           | 0          | 6            | 0            | 0            | 0            | 8                  | 0                  | 1                  | 0                  | 2+1                                       | 0                                         | 0+1                                       | 0                                         | 47       | 1      | 6           | 0          |
| D. Massaro     | 30       | 10      | 3           | 0          | 8            | 3            | 0            | 0            | 7                  | 2                  | 1                  | 0                  | 2+1                                       | 0                                         | 0                                         | 0                                         | 48       | 15     | 4           | 0          |
| A. Pazzagli    | 23       | -15     | 2           | 0          | 1            | -0           | 0            | 0            | 1                  | -0                 | 0                  | 0                  | 0                                         | -0                                        | 0                                         | 0                                         | 25       | -15    | 2           | 0          |
| M. Pullo       | 0        | 0       | 0           | 0          | 0            | 0            | 0            | 0            | 0                  | 0                  | 0                  | 0                  | 0                                         | 0                                         | 0                                         | 0                                         | 0        | 0      | 0           | 0          |
| F. Rijkaard    | 29       | 2       | 3           | 1          | 6            | 0            | 0            | 1            | 9                  | 2                  | 0                  | 0                  | 2+1                                       | 0                                         | 0                                         | 0                                         | 47       | 4      | 3           | 2          |
| S. Salvatori   | 10       | 0       | 2           | 0          | 7            | 0            | 2            | 0            | 1                  | 0                  | 0                  | 0                  | 1+0                                       | 0                                         | 1+0                                       | 0                                         | 19       | 0      | 5           | 0          |
| M. Simone      | 21       | 1       | 1           | 0          | 3            | 1            | 0            | 0            | 5                  | 1                  | 0                  | 0                  | 2+1                                       | 0                                         | 0                                         | 0                                         | 32       | 3      | 1           | 0          |
| G. Stroppa     | 17       | 2       | 0           | 0          | 7            | 0            | 0            | 0            | 5                  | 1                  | 0                  | 0                  | 1+0                                       | 0                                         | 0                                         | 0                                         | 30       | 3      | 0           | 0          |
| M. Tassotti    | 29       | 3       | 8           | 0          | 2            | 0            | 0            | 0            | 7                  | 0                  | 1                  | 0                  | 2+1                                       | 0                                         | 1+0                                       | 0                                         | 41       | 3      | 10          | 0          |
| M. van Basten  | 26       | 19      | 2           | 1          | 4            | 1            | 0            | 0            | 7                  | 3                  | 1                  | 0                  | 2+1                                       | 1+0                                       | 0                                         | 0                                         | 40       | 24     | 3           | 1          |
| E. Verga       | 0        | 0       | 0           | 0          | 0            | 0            | 0            | 0            | 0                  | 0                  | 0                  | 0                  | 0                                         | 0                                         | 0                                         | 0                                         | 0        | 0      | 0           | 0          |

Fonti: 